# 西宮市立高須小学校
西宮市立高須小学校（にしのみやしりつ たかすしょうがっこう）は、兵庫県西宮市高須町1丁目に所在する公立小学校。

## 沿革
- 2009年（平成21年）4月1日 - 高須東小学校（昭和54(1979)年 4月1日開校）と高須南小学校（昭和63（1988）年4月1日開校）を統合し開校。校舎は旧高須南小学校のものを使用[1]。

## 通学区域
- 高須町1丁目（1番1～10号･2～7番）[2]

※卒業後は基本的に西宮市立鳴尾南中学校に進学する。

## 通学区域が隣接している学校
- 西宮市立高須西小学校
- 西宮市立鳴尾東小学校
- 尼崎市立わかば西小学校